# Tarkin (kodek)
Tarkin – eksperymentalny kodek obrazu tworzony przez fundację Xiph.org w ramach projektu multimedialnego Ogg. Jego rozwój został wstrzymany w bardzo wczesnej fazie w związku z pracami nad kodekiem Theora.
Od innych kodeków wideo odróżnia się zastosowaniem trójwymiarowej transformacji falkowej, większość kodeków bazuje bowiem na dwuwymiarowej transformacji kosinusowej. Innymi kodekami, które stosują transformację falkową, są Dirac i Snow.
Nazwa pochodzi od fikcyjnej postaci (wielki moff Wilhuff Tarkin) z IV epizodu Gwiezdnych wojen.